# Dendronephthya decipiens
Dendronephthya decipiens är en korallart som beskrevs av Henderson 1909. Dendronephthya decipiens ingår i släktet Dendronephthya och familjen Nephtheidae. Inga underarter finns listade i Catalogue of Life.